# Chloroclystis filicata
Chloroclystis filicata är en fjärilsart som beskrevs av Swinhoe 1892. Chloroclystis filicata ingår i släktet Chloroclystis och familjen mätare. Inga underarter finns listade i Catalogue of Life.